# استان چویسئول
استان چویسئول (به لاتین: Choiseul Province) یک سکونتگاه مسکونی در جزایر سلیمان است که در جزایر سلیمان واقع شده‌است.

## خصوصیات
استان چویسئول ۳٬۸۳۷ کیلومترمربع مساحت و ۲۶٬۳۷۹ نفر جمعیت دارد.